# Tecnologia medica
La tecnologia medica, detta anche tecnologia biomedica, è l'applicazione delle scienze ingegneristiche alla medicina. È la combinazione di settori della tecnica, con la soluzione a problemi e sviluppo, con la scienza medica, delle scienze infermieristiche e altre professioni, la diagnostica, terapia, assistenza infermieristica, riabilitazione medica e qualità della vita del malato o anche miglioramento del benessere delle persone. In lingua inglese il termine è (bio-)medical engineering (ingegneria biomedica) e (bio-)medical technology.

## Normativa europea
Attraverso le norme europee si è fatta opera di armonizzazione dei regolamenti dei singoli Stati.
- Direttiva 90/385/CEE per dispositivi impiantabili
  - e modifiche
- Direttiva 93/42/CEE per dispositivi medici
  - modificata con Direttiva 2007/47/CE
- Direttiva 98/79/CE per dispositivi diagnostici in vitro (IVD)
- Norma EN ISO 13485 – "Dispositivi medici - Sistemi di gestione per la qualità - Requisiti per scopi regolamentari
- Norme serie EN 60601 (VDE 0750) – Norme sui dispositivi medicali
- Norma EN ISO 11607 per l'imballaggio di medicinali
- Norma EN ISO 14644 per la camera bianca e simili
- Norma EN ISO 14698 per il controllo della biocontaminazione della camera bianca e simili
- Norma EN ISO 14971 – Dispositivi medici - Applicazione della gestione dei rischi ai dispositivi medici
- Norma EN ISO 15223-1 . Dispositivi medici - Simboli da utilizzare nelle etichette del dispositivo medico, nell'etichettatura e nelle informazioni che devono essere fornite - Parte 1: Requisiti generali

La tecnologia medica si occupa quindi di ricerca e sviluppo in settori quali l'informatica medica, teoria dei segnali, biomeccanica, biomateriali e biotecnologie, analisi dei sistemi, sviluppo di modelli 3D etc.
come ad esempio di protesi biocompatibili, terapia medica e diagnostica, come elettrocardiogramma e ultrasuoni, diagnostica per immagini, come risonanza magnetica e elettroencefalografia e sviluppo di nuovi medicamenti assieme ai medici e agli infermieri.
Nel 2017 sono stati introdotti il Regolamento UE 2017/745 per i dispositivi medici (MDR), ed il Regolamento UE 2017/746 per la diagnostica in vitro (IVDR) che sostituiscono le precedenti Direttive CE 90/385, 93/42 e 98/79.

## Settori

### Tecnica ospedaliera

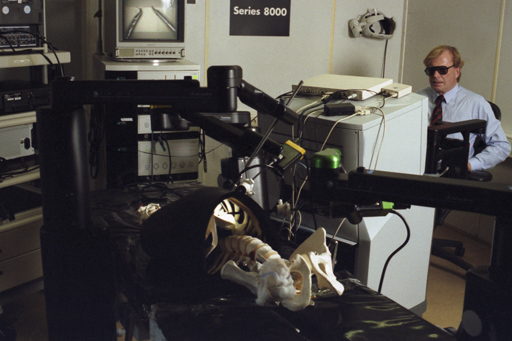
Bruno Reichart simula un'operazione con un robot

Il termine è anche ingegneria clinica per l'implementazione di dispositivi negli ospedali.

### Dispositivi medicali
Alcuni esempi sono pacemaker, microinfusione, circolazione extracorporea, emodialisi, organi artificiali, aiuto visivo, impianto cocleare, protesi e impianti dentali.

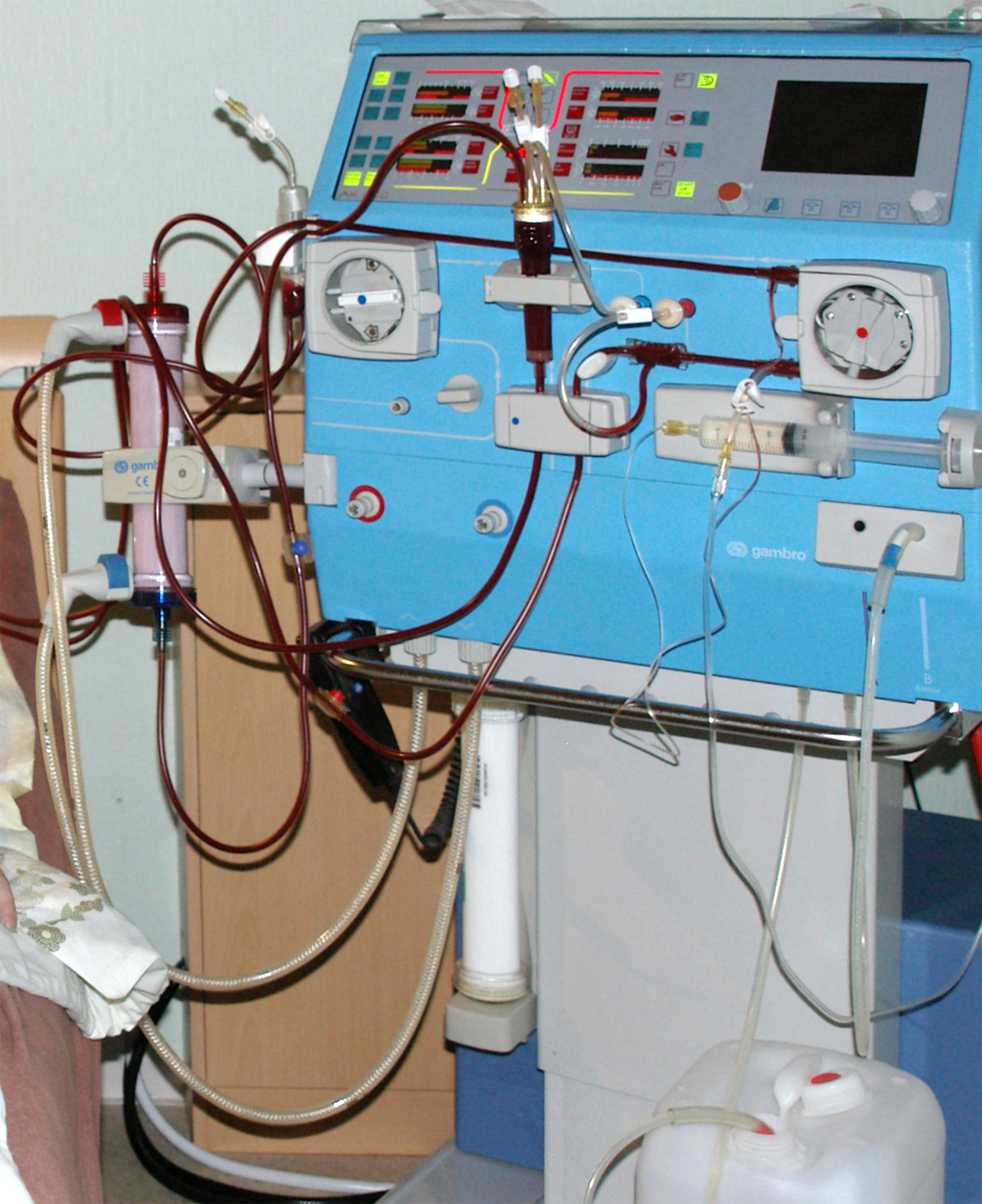
Macchina per emodialisi
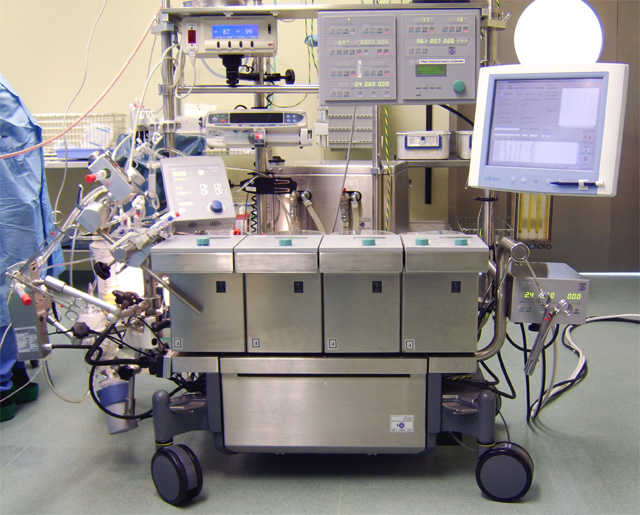
Macchina cuore polmoni - circolazione extracorporea
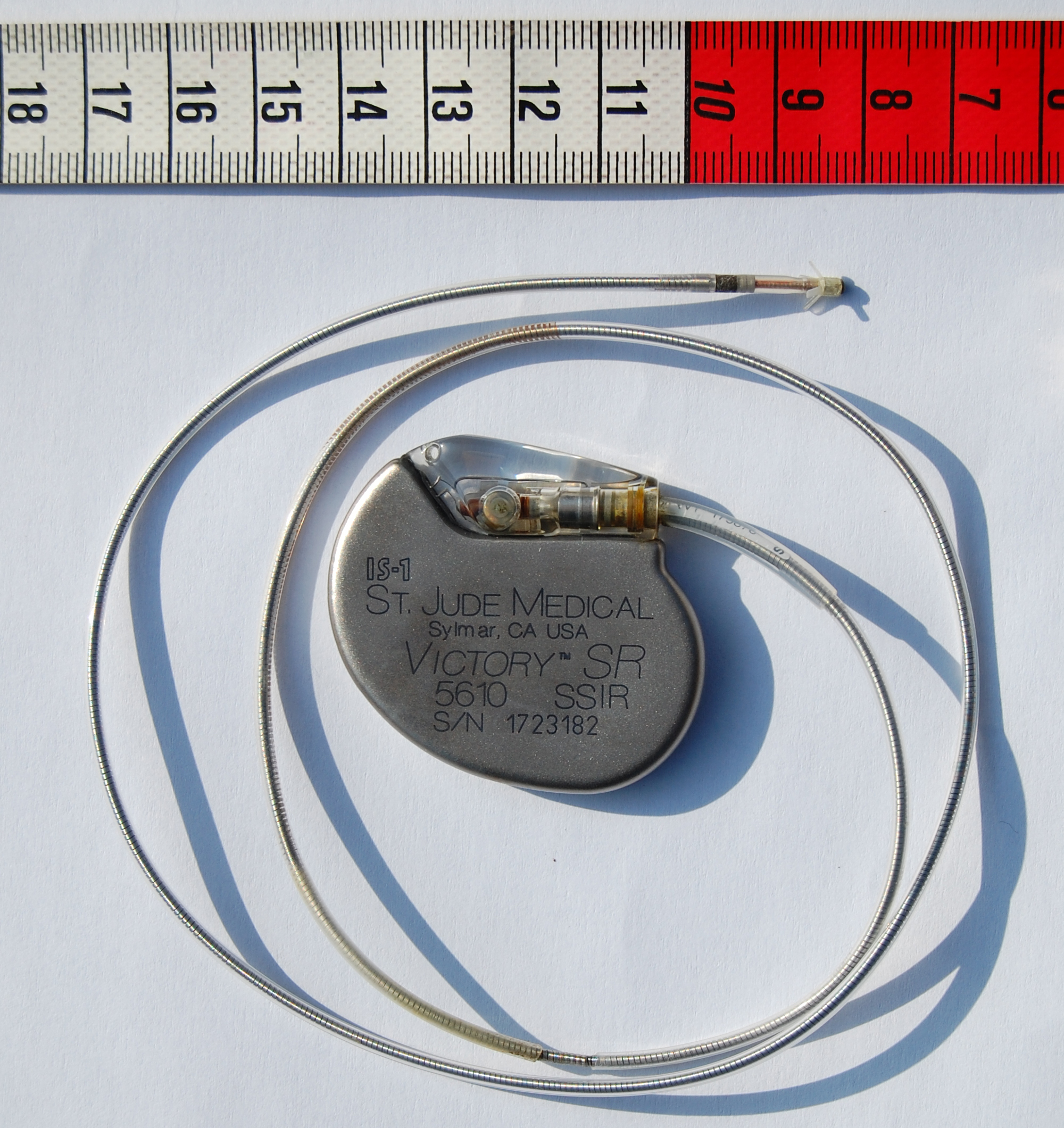
Pacemaker
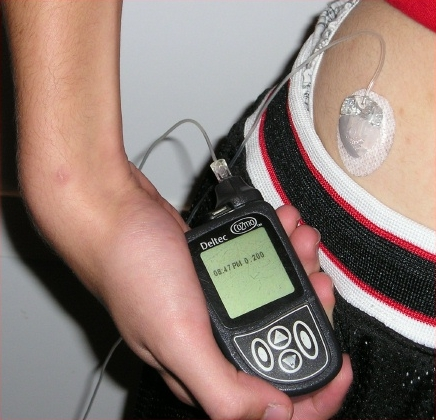
Microinfusore
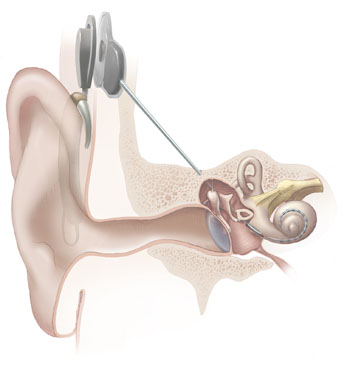
Impianto cocleare

I dispositivi medici sono suddivisi in quattro classi di rischio I, IIa, IIb e III.

### Diagnostica per immagini
Le apparecchiature per diagnostica per immagini sono gli strumenti più complessi presenti nelle case di cura, servono a discriminare la morfologia e/o la funzionalità fisiologica di organi e apparati:
Senza raggi ionizzanti:
- Ecografia (ultrasuoni)
- Imaging a risonanza magnetica
- Tomografia ottica a coerenza di fase

Con raggi ionizzanti:
- Röntgen
  - Tomografia computerizzata
  - Mammografia
  - Angiografia
- Medicina nucleare
  - Scintigrafia
  - Tomografia a emissione di positroni

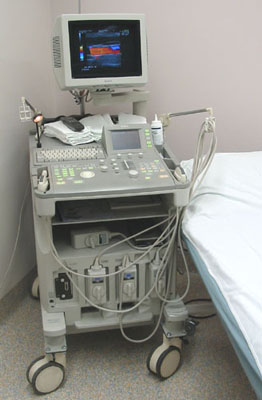
Ultrasuoni
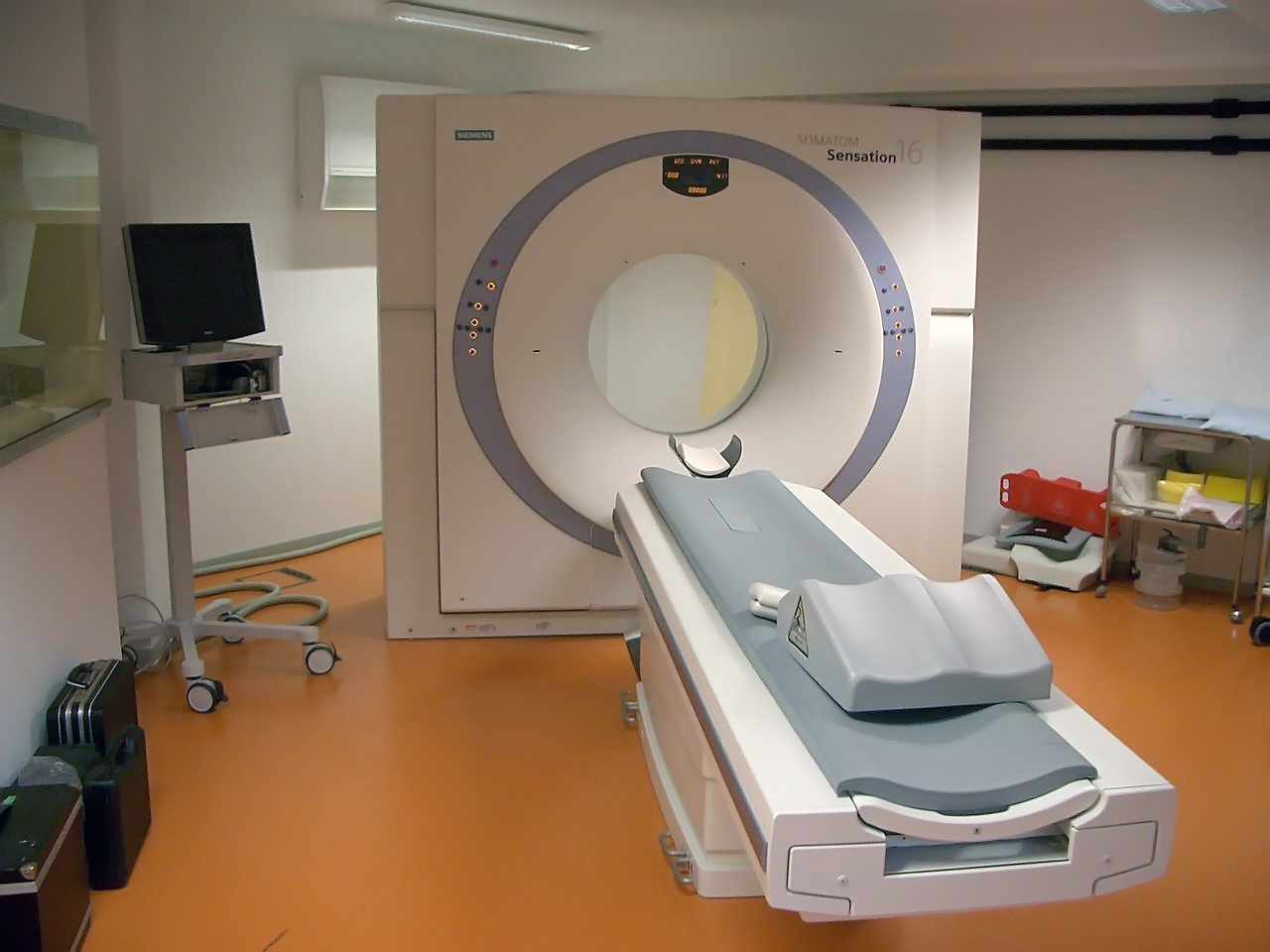
Spiral-CT
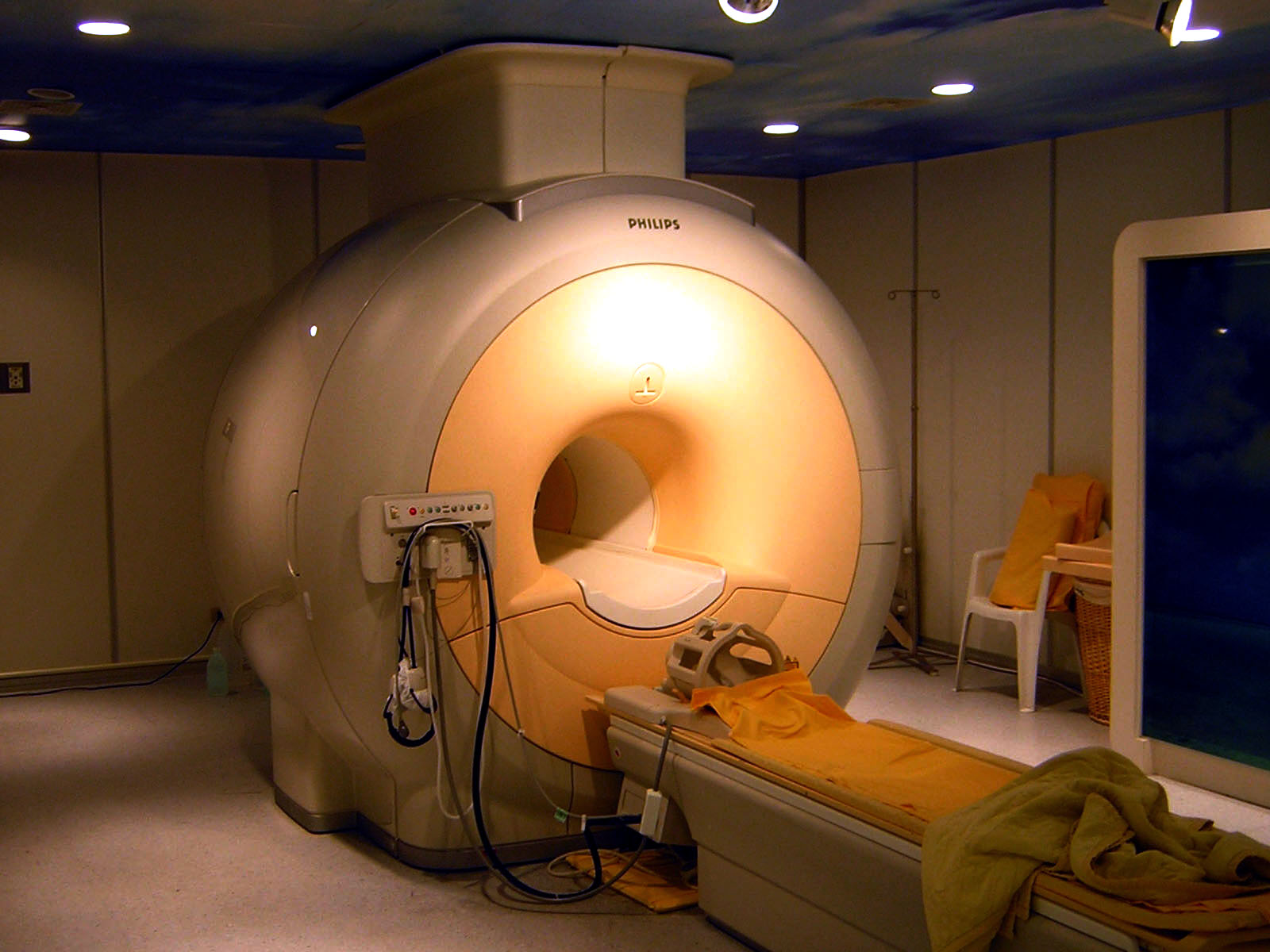
MRT
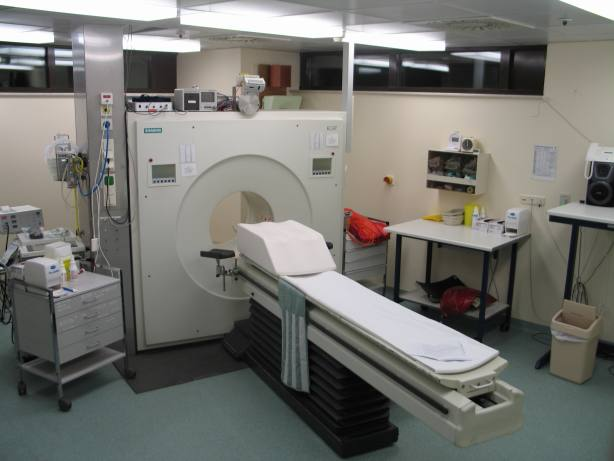
PET

### Ingegneria tissutale
L'obiettivo del ramo ingegneristico è la creazione di tessuti, organi artificiali.. Esempi di tale pratica sono la dialisi epatica attraverso il Molecular Adsorbent Recirculation System la creazione di epatociti attraverso bioreattori.

### Informatica medica
Branca dell'informatica che si occupa della tecnologia medica per la medicina.

### Test di tecnologia
Tutte le apparecchiature mediche introdotte in commercio devono soddisfare le normative statunitensi e internazionali. I dispositivi sono testati sul loro materiale, sugli effetti sul corpo umano, su tutti i componenti, compresi i dispositivi che hanno altri dispositivi inclusi, e sugli aspetti meccanici.

## Industria medicale
La Germania assieme agli Stati Uniti d'America e al Giappone sono i paesi con le maggiori aziende nell'ambito della tecnologia medica. Nel 2012 a livello mondiale sono stati fatturati 331 miliardi di US$ nel settore. Il 40% negli USA, il 30% in Europa.
Solo in Germania al 2015 esistevano 1230 costruttori di tecnologia medicale con 119.000 collaboratori e un fatturato di 27,6 miliardi di Euro. Le società con almeno 50 dipendenti erano 392 con 95.000 collaboratori e un fatturato di 22,3 miliardi di Euro. Ci sono poi 11.460 piccole e medie imprese con 70.000 collaboratori. Oltre 35.000 lavoratori occupano il settore della produzione e commercio di articoli ortopedici.

## Istruzione
Esistono corsi di studi specifici nell'ingegneria biomedica e nella fisica medica.
Qui sotto le specializzazioni maggiori:
1. Fisica medica
  1. Radioprotezione
  2. Dosimetria & Radioterapia
  3. Modellizzazione & Simulazione
2. Informatica medica
  1. Metodi statistici
  2. Segnali biometrici
  3. Comunicazione & Informatizzazione
  4. Immagini digitali, Computer grafica
3. Tecnica biomedica
  1. Diagnostica per immagini, Röntgen, Tomografia computerizzata, Risonanza magnetica, Ecografia ... SPECT, Tomografia a emissione di positroni
  2. Pacemaker
  3. Chirurgia mininvasiva
  4. Robotica
  5. Laser
  6. Emodialisi
  7. Elettromedicina, Biomedicina, Monitoring
  8. Riabilitazione
4. Ingegneria clinica
  1. Biomeccanica
  2. Biomateriali & organi artificiali
  3. Biologia molecolare, cellulare & ingegneria tissutale
  4. Igiene
  5. Chimica analitica strumentale
  6. Certificazione di dispositivi medici
5. Economia sanitaria & Etica
  1. Fisiologia & Anatomia
  2. Terminologia medica